# Cyril Peacock
Cyril Francis Peacock (* 19. September 1929 in Fulham, London; † 31. Dezember 1992) war ein britischer Bahnradsportler.

## Karriere
Cyril Peacock war ein erfolgreicher Amateur-Bahnsprinter. 1952 bei den UCI-Bahn-Weltmeisterschaften belegte er Platz drei und bei den Olympischen Spielen 1952 in Helsinki Platz vier im Sprint. Bei den Bahnweltmeisterschaften 1954 in Köln wurde er Sprint-Weltmeister. Im selben Jahr gewann er auch den Sprint-Klassiker Grand Prix de Paris. 1954 gewann er den Sprint bei den Commonwealth Games.
Peacock gewann 1952 und 1953 das bedeutendste internationale Bahnrennen, das in Großbritannien damals veranstaltet wurde, die Champion of Champions Trophy (ein Sprintturnier).
1955 war Peacock als Fahrer in Frankreich, nahe der Ortschaft Sainte-Magnance, in einen schweren Autounfall verwickelt. Bei dem Frontalzusammenstoß kam sein Beifahrer, der australische Radrennfahrer Lindsay Cocks ums Leben, ebenso der Fahrer des anderen Wagens. Peacock wurde bei diesem Unfall schwer verletzt. Die beiden Fahrer befanden sich auf dem Rückweg von den UCI-Bahn-Weltmeisterschaften 1955 in Mailand, wo beide gestartet waren.
Cyril Peacock, der ursprünglich von Beruf Glasbläser war, heiratete eine Dänin und zog nach Dänemark. Dort starb er im Jahre 1992.

## Erfolge

### Weltmeisterschaftsmedaillen
- Gold
  - Sprint (Amateure): 1954

- Bronze
  - Sprint (Amateure): 1952